# Mr.Children 2001-2005 ＜micro＞
《Mr.Children 2001-2005 ＜micro＞》(Mr.Children 니센이치 니센고 미크로)는 Mr.Children의 베스트 음반이다. 2012년 5월 10일에 《Mr.Children 2005-2010 ＜macro＞》와 함께 발매됐다.
2001년부터 2005년까지 발표한 싱글과 음반의 수록곡이 수록되어 있다.

## 수록곡
1. 야사시이 우타 (優しい歌)
2. youthful days
3. 키미가 스키 (君が好き)
4. 소세이 (蘇生)
5. Drawing
6. 이츠데모 호호에미오 (いつでも微笑みを)
7. Any
8. Hero
9. 타가타메 (タガタメ)
10. 테노히라 (掌)
11. 쿠루미 (くるみ)
12. Sign
13. and I love you
14. 미라이 (未来)
15. 런닝하이 (ランニングハイ)

## 차트 순위
| 차트                      | 최고순위 |
| ------------------------- | -------- |
| 오리콘 주간 음반 차트     | 2        |
| 빌보드 재팬 탑 앨범       | 2        |
| 오리콘 연간 음반 (2012년) | 2        |

| 기관        | 인증   | 출하수     |
| ----------- | ------ | ---------- |
| 일본 (RIAJ) | 밀리언 | 1,000,000+ |